# Madhuca cuneata
Madhuca cuneata är en tvåhjärtbladig växtart som först beskrevs av Carl Ludwig von Blume, och fick sitt nu gällande namn av James Francis Macbride. Madhuca cuneata ingår i släktet Madhuca och familjen Sapotaceae. Inga underarter finns listade i Catalogue of Life.